# 1977年逝世人物列表
下面是1977年逝世的知名人士列表。
1977年逝世人物列表：1月 - 2月 - 3月 - 4月 - 5月 - 6月 - 7月 - 8月 - 9月 - 10月 - 11月 - 12月

## 1月

### 2日
- 埃羅爾·迦納，美國音樂家

### 4日
- 易卜拉欣·比恰克丘，阿爾巴尼亞政治家，2次擔任阿爾巴尼亞總理，第二次世界大戰領導人

### 5日
- 阿圖爾·阿德森，愛沙尼亞詩人、作家和戲劇評論家[1]

### 13日
- 葉企孫( Ch'i-Sun Yeh) ，79歲，中華民國中央研究院第一屆(數理科學組)院士[2]

### 14日
- 安東尼·艾登，前英國首相
- 彼得·芬奇，出生於英國的演員
- 阿内丝·尼恩，法國日記家和作家[3]

### 17日
- 加里·吉爾摩，美國殺人犯

### 18日
- 杰马尔·比耶迪奇，南斯拉夫政治家，南斯拉夫第27任總理
- 卡爾·紮克邁爾，德國作家和劇作家[4]

### 19日
- 伊馮娜·普蘭當，法國歌手和演員

### 20日
- 迪米特裡奧斯·基烏索普洛斯，希臘總理

### 23日
- 帕斯夸尔·佩雷斯，阿根廷世界蠅量級拳擊冠軍

### 26日
- 迪特里希·馮·希爾德布蘭，德國哲學家和神學家

### 28日
- 伯特·穆斯汀，美國演員[5]

### 29日
- 弗雷迪·普林茲，美國演員和喜劇演員

## 2月

### 3日
- 寶琳·斯塔克，美國女演員

### 4日
- 佈雷特·哈利迪，美國作家

### 5日
- 奧斯卡·克萊因，瑞典理論物理學家

### 9日
- 阿麗婭·海珊，約旦王后

### 15日
- 赫爾曼·約翰內斯·林，荷蘭植物學家

### 16日
- 羅薩·彼得，匈牙利數學家
- 卡洛斯·佩利塞，墨西哥詩人

### 18日
- 安迪·迪文，美國演員

### 27日
- 約翰·狄克森·卡爾，美國犯罪小說家[6]
- 艾莉森·海耶斯，美國女演員

## 3月

### 1日
- 迪亞洛·泰利，幾內亞外交官和政治家，非洲統一組織第一任秘書長

### 3日
- 布賴恩·福克納，北愛爾蘭最後一任總理
- 珀西·瑪律蒙，美國舞臺和銀幕演員

### 4日
- 安德烈斯·凯塞多，哥倫比亞作家
- 魯茨·格拉夫·什未林·馮·科洛希克，德國法學家和高級政府官員，納粹德國最後一位元首

### 5日
- 湯姆·普賴斯，英國一級方程式賽車手

### 8日
- 亨利·赫爾，美國演員

### 10日
- E·鮑爾·比格斯，英裔美國管風琴家
- 威廉·舍默尔霍恩，荷蘭政治家和土木工程師，第28任荷蘭首相

### 14日
- 芬妮·露·哈默，美國民權活動家

### 15日
- 安東尼諾·羅卡，義大利職業摔跤手

### 18日
- 马里安·恩古瓦比，剛果第三任總統

### 19日
- 威廉·L·勞倫斯，猶太立陶宛裔美國記者

### 20日
- 第9代科巴姆子爵查理斯·利特爾頓，英國政治家，第9任紐西蘭總督

### 22日
- 譚富英，中國京劇大師

### 27日
- 雅各布·費爾德赫伊曾·范贊滕，50歲，荷蘭皇家航空的波音747飛行教官，是荷蘭皇家航空4805號班機的機長，有著超過10000小時的飛行經驗，在特內里費空難中喪生
- 克拉斯·莫爾斯，約41-42歲，荷蘭皇家航空的飛行員，是荷蘭皇家航空4805號班機的副駕駛，有著約9200小時的飛行經驗，在特內里費空難中喪生
- 戴安娜·海蘭德，美國女演員

### 29日
- 歐根·伍斯特，實業家和術語學家

### 30日
- 阿卜杜勒·哈利姆·哈菲茲，埃及歌手和演員

## 4月

### 2日
- 约翰·惠特克，英國體操運動員

### 5日
- 卡洛斯·普里奥·索卡拉斯，古巴第11任總統

### 6日
- 木戶幸一，日本政治家。

### 7日
- 卡爾·裡特，德國電影製片人和導演

### 11日
- 賈克·普維，法國詩人、編劇[7]

### 17日
- 威廉·康威，北愛爾蘭紅衣主教

### 20日
- 威尔默·艾利森，美國網球冠軍
- 布萊恩·福伊，美國電影製片人和導演

### 21日
- 古姆莫·馬克思，美國演員和喜劇演員

### 27日
- 斯坦利·亞當斯，美國演員
- 查理斯·奧爾斯頓，美國藝術家和雕塑家

### 28日
- 里卡多·科爾特斯，美國演員
- 塞普·赫贝格尔，德國足球運動員和經理

## 5月

### 5日
- 路德维希·艾哈德，德国政治家

### 7日
- 薩維里奧王子，西班牙卡利斯特覬覦者

### 9日
- 詹姆斯·瓊斯，美國作家

### 10日
- 瓊·克勞馥，美國女演員

### 13日
- 奧托·德斯洛赫，德國二戰德國空軍上將

### 15日
- 赫伯特·威爾科克斯，英國電影導演和製片人

### 16日
- 莫迪博·凯塔，馬里第一任總統

### 25日
- 威洛比·諾里爾，英國陸軍上將、紐西蘭總督

### 30日
- 保羅·戴斯蒙，美國爵士薩克斯手

### 31日
- 威廉·卡斯尔，美國電影導演

## 6月

### 2日
- 斯蒂芬·博伊德，北愛爾蘭演員

### 3日
- 阿奇博爾德·希爾，英國生理學家，諾貝爾獎獲得者
- 羅伯托·羅塞里尼，義大利電影導演

### 13日
- 馬修·加伯，英國童星

### 14日
- 艾倫·裡德，美國演員

### 16日
- 沃纳·冯·布劳恩，德裔美国火箭工程师

### 22日
- 胡璉，中華民國陸軍一級上將
- 馬斯頓·莫爾斯，美國數學家

### 25日
- 奧拉夫·貝登堡，英國第一任首席嚮導

### 26日
- 謝爾蓋·雅科夫列維奇·列梅舍夫，俄羅斯歌劇抒情男高音

### 30日
- 保羅·哈特曼，美國演員

## 7月

### 2日
- 弗拉基米爾·弗拉基米羅維奇·納博科夫，俄羅斯出生的美國作家

### 9日
- 艾麗斯·保羅，美國女權活動家

### 20日
- 卡特·德黑文，美國演員

### 25日
- 大衛·托羅，玻利維亞第35任總統

### 26日
- 盧森堡的查理王子，盧森堡親王

### 30日
- 讓·德·拉博德，法國海軍上將

### 31日
- 沈剛伯，(中央研究院院士)。[2]
- 朱塞佩·卡斯特拉諾，義大利將軍

## 8月

### 1日
- 弗朗西斯·加里·鲍尔斯，美國U-1929間諜飛機飛行員

### 2日
- 曼努埃爾·貢薩爾維斯·切雷耶拉，葡萄牙羅馬天主教紅衣主教

### 3日
- 阿爾弗雷德·倫特，美國演員
- 马卡里奥斯三世，希族塞人大主教，塞普勒斯第一任總統[8]

### 4日
- 第一代阿德里安男爵埃德加·阿德里安，英國生理學家，諾貝爾獎獲得者
- 恩斯特·布洛赫，德國馬克思主義哲學家[9]

### 6日
- 亞歷山大·布斯塔曼特，牙買加政治家，牙買加第一任總理[10]

### 8日
- 山玉成，柬埔寨第二任首相

### 13日
- 亨利·威廉姆森，英國博物學家、農民和多產的鄉村主義者[11]

### 16日
- 艾維斯·普里斯萊，美國歌手及演員，又稱貓王[12]

### 17日
- 德爾默·戴夫斯，美國編劇和導演

### 19日
- 格魯喬·馬克思，美國演員和喜劇演員[13]

### 22日
- 塞巴斯蒂安·卡博特，英國演員

### 23日
- 瑙姆·加博，俄羅斯雕塑家

### 29日
- 讓·哈根，美國女演員

## 9月

### 1日
- 埃塞尔·沃特斯，美國歌手和演員

### 4日
- E·F·舒马赫，德國統計學家和經濟學家

### 6日
- 約翰·恩瑟·李特爾伍德，英國數學家

### 8日
- 澤羅·莫斯苔，美國演員

### 10日
- 阿道夫·魯普，美國大學籃球教練[14]

### 12日
- 史蒂夫·比科，南非反種族隔離活動家

### 13日
- 利奥波德·斯托科夫斯基，英國指揮家[15]

### 16日
- 瑪麗亞·卡拉絲，美國籍希臘女高音歌唱家。[16]
- 馬克·博蘭，英國歌手和吉他手[17]

### 18日
- 保羅·伯奈斯，瑞士數學家

### 25日
- 周立波，作家

### 29日
- 羅伯特·麥金森，美國動畫師和導演

## 10月

### 3日
- 泰·加內特，美國電影導演

### 10日
- 讓·杜維烏薩特，比利時政治家，第36任比利時首相

### 12日
- 多蘿西·達文波特，美國女演員

### 14日
- 冰·哥羅士比，美國流行歌手和演員

### 17日
- 邁克爾·巴爾肯，英國電影製片人

### 20日
- 死於空難的美國搖滾樂隊林納·史金納的三名成員：
  - 羅尼·范·贊特，主唱
  - 凱茜·蓋恩斯，主唱
  - 史蒂夫·蓋恩斯，主唱和吉他手

### 25日
- 費利克斯·古因，法國社會黨政治家

### 27日
- 詹姆斯·凱恩，美國作家
- 米格爾·米胡拉，西班牙劇作家

### 29日
- 陈望道，中國文学家、教育家

## 11月

### 3日
- 弗洛倫斯·維多爾，美國女演員

### 4日
- 貝蒂·巴爾弗，英國銀幕女演員

### 5日
- 勒内·戈西尼，法國漫畫作家
- 蓋伊·隆巴多，加拿大裔美國樂隊領隊

### 9日
- 格特魯德·阿斯特，美國女演員

### 10日
- 鄧尼斯·惠特利，英國作家[18]

### 14日
- 帕布帕德，印度宗教領袖
- 費迪南德·海姆，德國將軍，被稱為“史達林格勒的替罪羊”

### 15日
- 夏洛特公主，瓦倫丁女公爵

### 18日
- 維克多·弗朗西森，比利時演員
- 库尔特·舒施尼格，第11任奧地利總理

### 21日
- 理查·卡爾森，美國演員

### 30日
- 吳有訓(正之) (Y.H. Woo)，80歲，中華民國中央研究院第1屆(數理科學組)院士[2]
- 奧爾加·佩特洛娃，出生於英國的美國女演員[19]

## 12月

### 3日
- 杰克·贝雷斯福德，英國奧運賽艇運動員

### 5日
- 亚历山大·华西列夫斯基，蘇聯將軍，蘇聯元帥

### 12日
- 克莱门汀·丘吉尔，温斯顿·丘吉尔的妻子

### 16日
- 古斯塔夫·奧倫，瑞典教會斯特蘭奈斯主教
- 英格夫·拉爾森，瑞典政治家

### 19日
- 栗田健男，日本海軍上將
- 内莉·泰洛·罗斯，美國政治家
- 雅克·圖爾內爾，法裔美國電影製片人

### 24日
- 胡安·贝拉斯科·阿尔瓦拉多，秘魯第58任總統

### 25日
- 查理·卓别林，美国电影导演和演员
- 奧利弗·史密斯，美國將軍[20]

### 26日
- 霍華·霍克斯，美國電影導演

### 28日
- 夏洛特·格林伍德，美國女演員